# Yasuharu Sorimachi
Yasuharu Sorimachi (反町 康治 Sorimachi Yasuharu?,  nacido el 8 de marzo de 1964 en Urawa (actualmente Saitama), Saitama) es un exfutbolista japonés que se desempeñaba como centrocampista.
Sorimachi jugó cuatro veces para la Selección de fútbol de Japón entre 1990 y 1991. Fue elegido para integrar la selección nacional de Japón para los Juegos Asiáticos de 1990.

## Trayectoria

### Clubes
| Club               | País  | Año       |
| ------------------ | ----- | --------- |
| Yokohama Flügels   | Japón | 1987-1993 |
| Bellmare Hiratsuka | Japón | 1994-1997 |

### Selección nacional
| Selección | País  | Año       |
| --------- | ----- | --------- |
| Absoluta  | Japón | 1990-1991 |

## Estadística de equipo nacional
| Selección de Japón | Selección de Japón | Selección de Japón |
| Año                | Part.              | Goles              |
| ------------------ | ------------------ | ------------------ |
| 1990               | 2                  | 0                  |
| 1991               | 2                  | 0                  |
| Total              | 4                  | 0                  |

## Palmarés

### Títulos nacionales
| Título             | Club               | País  | Año  |
| ------------------ | ------------------ | ----- | ---- |
| Copa del Emperador | Yokohama Flügels   | Japón | 1993 |
| Copa del Emperador | Bellmare Hiratsuka | Japón | 1994 |